# Lycée d'Haukilahti
Le lycée d'Haukilahti (finnois : Haukilahden lukio) est un lycée situé dans le quartier d'Otaniemi a Espoo.

## Histoire
L'histoire du lycée remonte à l'école mixte d'Espoo-sud, qui a ouvert ses portes en 1952 et qui était la deuxième plus ancienne école d'Espoo au moment de sa fondation.
L'école mixte reçoit les droits de lycée en 1958.
L'école est municipalisée en 1977 et continue de fonctionner dans le bâtiment de l'école mixte Haukilahti en tant qu'école primaire et secondaire.
L'école et le lycée se séparent à l'automne 2016, lorsque le lycée s'installe sur le campus de l'université Aalto à Otaniemi.
L'école d'Haukilahti a continué d'utiliser le bâtiment d'origine de l'école Haukilahti.

## Organisation

### Enseignement
Le programme des études comprend,:
- Langue maternelle et littérature
- L'autre langue nationale et des langues étrangères
- Mathématiques et sciences
- Sciences humaines (sciences sociales, histoire, psychologie, philosophie)
- Religion ou vision de la vie
- Sport

| Langues en option | Langues en option            |
| niveau            | Langues                      |
| ----------------- | ---------------------------- |
| B2                | allemand, français           |
| B3                | allemand, français, espagnol |
| A1/A2             | suédois, anglais, allemand   |
| B1                | suédois                      |

### Admission et classement
En Finlande, l'admission au lycée est déterminée par la moyenne obtenue au certificat de fin d'études primaire.
La moyenne la plus basse des candidats retenus ces dernières années pour la filiere generale et le nombre de points requis pour la filière sportive par le lycée d'Haukilahti sont,
:
| Moyenne et nombres de points | Moyenne et nombres de points | Moyenne et nombres de points | Moyenne et nombres de points |
| Année                        | Moyenne minimale             | Points minimum               | Réf.                         |
| ---------------------------- | ---------------------------- | ---------------------------- | ---------------------------- |
| 2020-2021                    | 8,92                         | 15,94                        | [ 8 ]                        |
| 2019-2020                    | 8,58                         | 16,17                        | [ 8 ]                        |
| 2016-2017                    | 8,58                         | 17,23                        | [ 9 ]                        |
| 2015-2016                    | 8,25                         | 14,57                        | [ 9 ]                        |

Au printemps 2014, dans son classement des lycées Helsingin Sanomat a placé le lycée d' Haukilahti en 47e position.
L'Institut de recherche économique VATT a mené une étude en 2002-2013 pour évaluer la qualité des lycées. 
Selon l'étude, les diverses comparaisons de lycées présentées en public sont trompeuses et les lycées ne peuvent pas être classés de manière fiable en fonction de ces mesures de  qualité